# Bernard Destremau
Pour les articles homonymes, voir Destremau.
Bernard Jean Yves Destremau, né le 11 février 1917 à Paris 16e et mort le 6 juin 2002 à Neuilly-sur-Seine, est un joueur de tennis, diplomate et un homme politique français, député puis secrétaire d'État.

## Biographie

### Origines familiales
Dernier enfant du général Félix Destremau et de Renée Malinet, il passe son enfance à Colmar, à Lyon (où son père commande la place militaire) et à Paris. La famille de sa mère possède une exploitation d'oliviers en Tunisie (Sfax).

### Études et victoire à Roland-Garros
Doué pour le tennis qu'il pratique d'abord en famille puis au Tennis Park de Lyon, il rejoint le Racing Club de France en 1930. De 1931 à 1936, il traverse le classement français, gagne le championnat de France juniors en 1934 et 1935, entre en première série à 17 ans et devient no 1 en décembre 1936 à 19 ans. Cette année-là, il est sélectionné pour ses premiers matchs de Coupe Davis contre la Chine, les Pays-Bas et la Yougoslavie. Champion du monde universitaire et demi-finaliste des Internationaux de Roland Garros en 1937 (battu par le vainqueur Henner Henkel), quart de finaliste en 1938 (battu par le vainqueur Donald Budge), il remporte cette année-là le double avec Yvon Petra en battant la meilleure paire mondiale Budge-Mako.

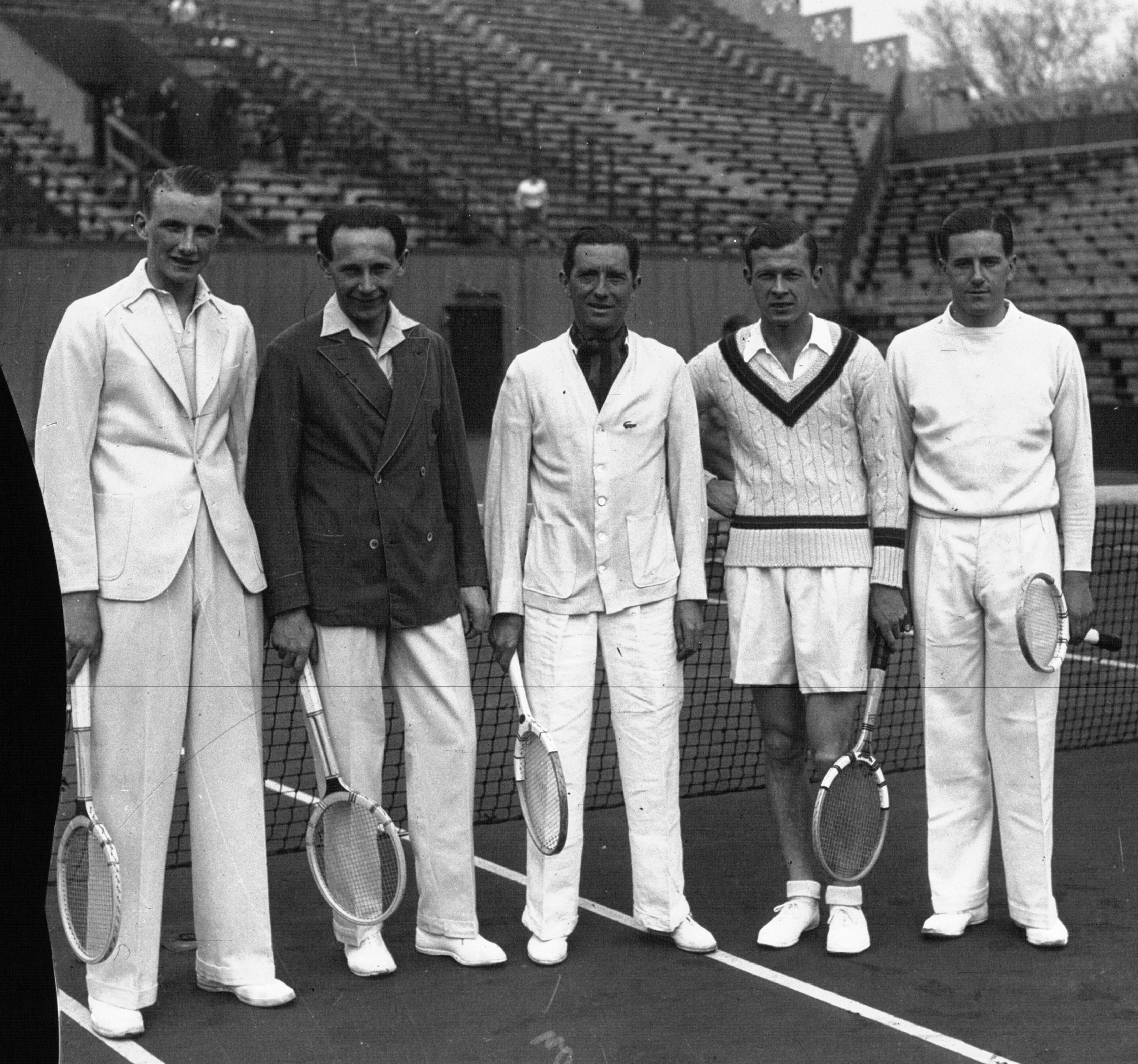
Équipe de France de la Coupe Davis 1936. De gauche à droite : Destremau, Borotra, Brugnon, Boussus et Bernard.

Diplômé d'HEC en 1939, la déclaration de guerre le trouve aux États-Unis où il vient de disputer son troisième Forest-Hills. Il rentre en France pour être incorporé dans la cavalerie, d'abord comme élève-officier à Rambouillet (en compagnie de Maurice Druon et de Gabriel Kaspereit) puis comme aspirant. Versé dans la cavalerie mécanisée il commande un peloton moto pour quelques missions de liaison et de protection. Démobilisé en 1940 à Montauban, il s'inscrit à l'École libre des sciences politiques (diplômé section générale 1942), et poursuit parallèlement sa carrière sportive en remportant en 1941 et 1942 le Tournoi de France à Roland-Garros. Il séjourne alors en Tunisie, participe à la tournée Borotra en Afrique du Nord et est autorisé à disputer quelques rencontres sportives en Espagne et au Portugal avant de rentrer en France en zone occupée.
En février 1943, après deux échecs avec des réseaux infiltrés, il passe clandestinement en Espagne par le Pays basque, franchissant la Bidassoa par la filière du « Réseau Margot », organisé et guidé par Marguerite « Margot » de Gramont, future Mme de Gunzburg. Il est appréhendé et mis en résidence surveillée à Madrid puis rejoint le Maroc et l'Algérie. Il est incorporé comme sous-lieutenant dans un régiment de chars, le 5e régiment de chasseurs d'Afrique reconstitué après des pertes subies dans la campagne de Tunisie. Il est convoqué pour témoigner (à décharge) à Alger au procès de Pierre Pucheu qu'il avait rencontré à Madrid et avec qui il avait eu de longs échanges.
Sous-lieutenant d'un peloton de cinq chars légers (char M2 américain), son unité n'est pas engagée en Italie. Il participe au débarquement de Provence avec l'Armée de Lattre et son peloton, étant un des premiers débarqués, est engagé en pointe dans les combats autour de La Farlède, La Valette-du-Var et Toulon sous les ordres du capitaine Hubert de Seguins-Pazzis et du commandant Grout de Beaufort. Son unité essuie de lourdes pertes mais poursuit l'avance alliée vers la Bourgogne et la Franche-Comté. Blessé trois fois dont une fois par balle dans le dos d'un tir de sniper, il est soigné et reçoit la Légion d'honneur des mains du général de Lattre à Dijon en 1944. Son peloton, employé en missions de reconnaissance, subit encore des pertes dans le Doubs, en Alsace et en Forêt Noire. La campagne d'Allemagne s'achève à Constance à la frontière suisse, son unité recevant la distinction « Rhin et Danube ». Sa croix de guerre comporte cinq citations (dont trois à l'ordre de l'Armée).

### Retour sur les courts
Démobilisé en novembre 1945, il reprend vite la raquette pour disputer des matchs de Coupe Davis, des rencontres internationales et des championnats nationaux. Longiligne (1,89 m pour 75 kg), doté d'un jeu plat classique, agressif et bon tacticien, il joue peu et remporte souvent ses matchs à l'arraché grâce à son énergie et son tempérament de battant. Vainqueur de champions étrangers tels que Punčec, Henkel, Austin, Riggs, Patty, Bromwich, Quist, Asboth, Trabert et Rosewall, il remporte le championnat national en 1951 et 1953 et sera classé six fois no 1 français sur l'ensemble de sa carrière. Très attaché à son club du Racing, il en sera vice-président pendant de nombreuses années. Il sera aussi capitaine de l'équipe de France de Coupe Davis en 1954 et 1955, et président de l'International Lawn-Tennis Club de France (ILTCF).

### Diplomatie et politique
Admis en 1945 dans le corps des secrétaires des Affaires étrangères, il entame une carrière diplomatique, qui le conduit successivement en Belgique (1949-1952), au Caire (1955-1956) pendant la crise de Suez, à New York, en Afrique du Sud (1959-1962), à Bruxelles (1964-1967) et en Argentine où il sera ambassadeur de France de 1978 à 1981. Le 29 décembre 1978, dans une note au Quai d'Orsay, il évoque des « camps de détention non enregistrés officiellement ».
En 1967, il entre en politique et se présente aux élections législatives à Versailles sous l'étiquette des Républicains indépendants dans une circonscription dont des ténors de la droite n'ont pas voulu à cause de la forte implantation d'un maire centriste, André Mignot. Il y est élu, puis sera réélu en 1968, 1973, ainsi qu'aux élections partielles de 1976. 
Il échoue par deux fois aux élections municipales pour la mairie de Versailles. Européen convaincu, il est membre du Parlement européen et représentant de la France auprès de l'UEO. A l'Assemblée outre des fonctions de vice-président de la commission des Affaires étrangères, il est l'auteur de l'amendement autorisant la restitution des décorations aux officiers amnistiés à la suite des évènements d'Algérie, amendement voté contre l'avis des députés gaullistes. 
Il est aussi l'auteur de la première proposition de loi sur les paris sportifs (appelés « concours de pronostics ») dont l'objectif est de dégager des ressources pour le financement du sport. Cette proposition sera retirée face à l'opposition de divers réseaux dont ceux des Courses et du PMU ainsi que de la Loterie Nationale, avant d'être réintroduite et de connaître le succès.
Proche de Valéry Giscard d'Estaing, il est nommé secrétaire d'État aux Affaires étrangères dans le premier gouvernement Chirac de 1974 à 1976, retrouve ensuite son siège de député, puis est battu en 1978 par Étienne Pinte.

### Retraite
Après sa retraite, il se consacre à l'écriture d'ouvrages historiques (Weygand, De Lattre, Quai d'Orsay) ou autobiographiques (Le Cinquième Set, À chacun sa guerre). Eclectique, il écrit également sur le vin (Bacchus est-il Français ?) ainsi que de nombreux articles sur la politique, la diplomatie, la Défense et le sport. En 1995, il est élu membre de l'Institut, à l'Académie des sciences morales et politiques au fauteuil de Pierre-Olivier Lapie. En 2000, il crée un prix à son nom qui récompense chaque année un sportif de haut niveau qui poursuit avec succès des études supérieures.

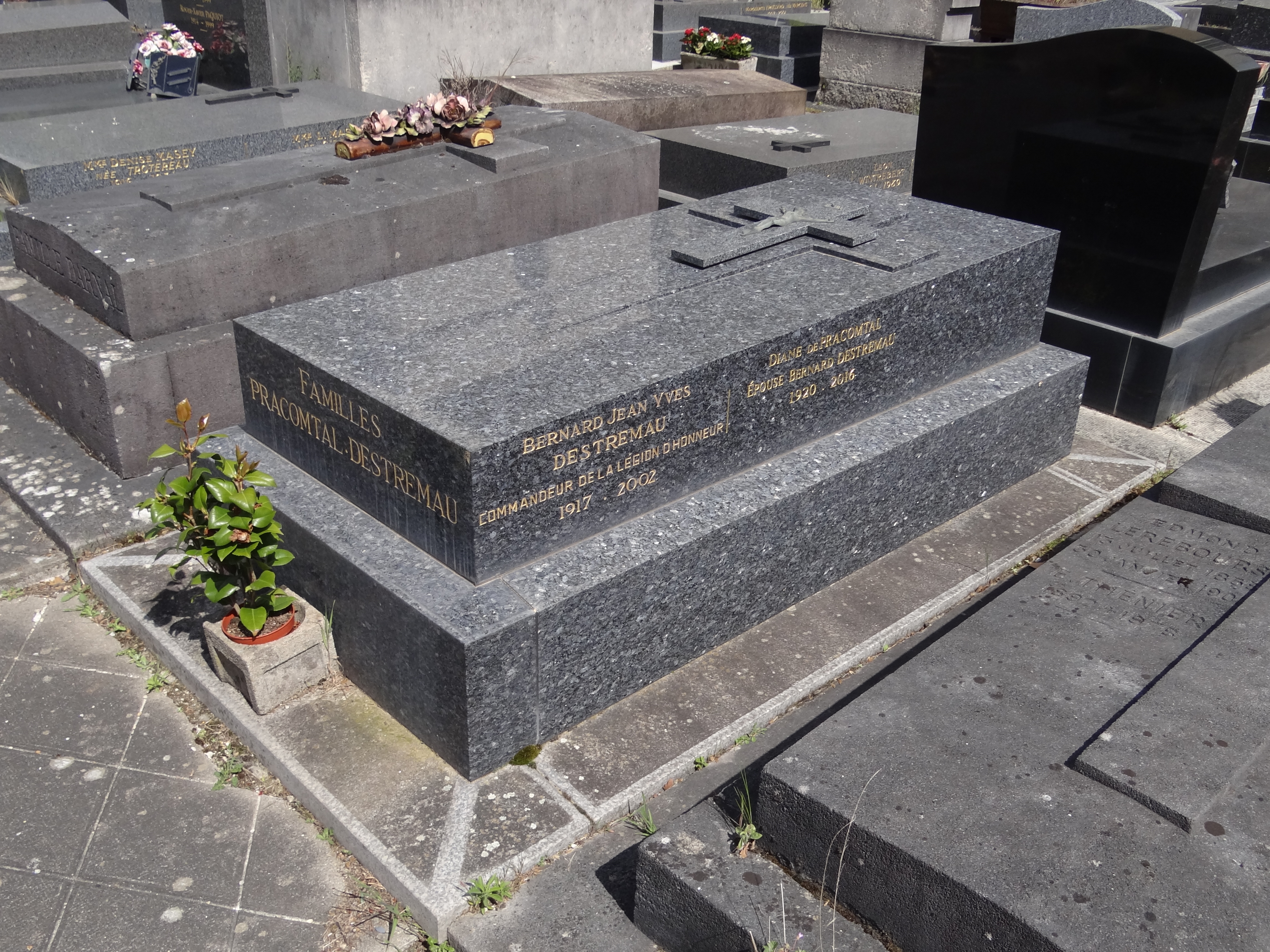
La tombe de Bernard Destremau au cimetière ancien de Boulogne-Billancourt (Hauts-de-Seine).

Marié à Diane de Pracomtal et père de trois enfants, il décède le 6 juin 2002 à l'Hopital Américain de Neuilly-sur-Seine à l'âge de 85 ans. Il est inhumé au cimetière ancien de Boulogne-Billancourt. Son épouse décède en décembre 2016.

### Décorations militaires
- Commandeur de la Légion d'honneur (à titre militaire uniquement)

- Croix de guerre 1939-1945 (5 citations)
- Croix du combattant volontaire de la guerre de 1939-1945
- Croix du combattant
- Médaille des évadés
- Titulaire de décorations civiles étrangères comme celles de grand-officier de l'ordre du Mérite de la République d'Allemagne ou de commandeur de l'ordre de Léopold (Belgique).

## Palmarès (partiel)

### Titre en simple messieurs
| No | Date       | Nom et lieu du tournoi | Catégorie | Surface      | Finaliste       | Score         |  |
| -- | ---------- | ---------------------- | --------- | ------------ | --------------- | ------------- |  |
| 1  | 22-09-1947 | Coupe Porée, Paris     |           | Terre (ext.) | Philippe Washer | 6-4, 6-2, 6-0 |  |

### Finale en simple messieurs
| No | Date | Nom et lieu du tournoi                       | Catégorie | Surface | Vainqueur    | Score              |  |
| -- | ---- | -------------------------------------------- | --------- | ------- | ------------ | ------------------ |  |
| 1  | 1938 | German International Championships, Hambourg |           | NC      | Otto Szigeti | 8-6, 6-8, 6-3, 6-3 |  |

### Titre en double messieurs
| No | Date       | Nom et lieu du tournoi         | Catégorie | Surface      | Partenaire | Finalistes             | Score              |          |
| -- | ---------- | ------------------------------ | --------- | ------------ | ---------- | ---------------------- | ------------------ | -------- |
| 1  | 02-06-1938 | Internationaux de France Paris | G. Chelem | Terre (ext.) | Yvon Petra | Donald Budge Gene Mako | 3-6, 6-3, 9-7, 6-1 | Parcours |

## Publications
- A chacun sa guerre 1984
- Le Cinquième Set : du tennis à la diplomatie, 1930-1983 1986
- Weygand 1989
- Quai d'Orsay : derrière la façade 1994
- Jean de Lattre de Tassigny 1999